# Famille Durant de La Pastellière
Ne doit pas être confondu avec Famille Dubois de La Patellière.
La famille Durant de La Pastellière est une famille d'ancienne bourgeoisie du Poitou.

## Histoire
La famille Durant de La Pastellière est une famille d'ancienne bourgeoisie du Poitou. Gustave Chaix d'Est-Ange écrit à son sujet : « La famille Durant de La Pastellière est originaire de la ville de Bressuire, en Poitou, où dès le règne de Louis XIV elle occupait un rang honorable dans la bourgeoisie ».
Elle est issue de  Philippe Durant, seigneur de La Touche, vivant au début du XVIIe siècle, marié à Jeanne Merlet,.
Son fils Charles Durant, marchand de droguet des tissages de Bressuire de son métier, qui avait acheté en 1703 pour 4 000 livres l'office de maire perpétuel de Bressuire acheta en octobre 1704, la seigneurie et le château de La Pastellière. Il porta alors la qualification de « seigneur de La Pastellière » selon l'usage du temps.
Charles-Philippe 1er Durant, seigneur de La Pastellière (1713-1776), fut reçu en 1750 avocat du roi au Bureau des finances de la généralité de Poitiers jusqu'à sa mort le 9 septembre 1776.
Son fils Charles-Philippe II Durant, seigneur de La Pastellière (1756-1813), exerça à son tour la charge d'avocat du roi au Bureau des finances de Poitiers le 2 mars 1777 jusqu'à la suppression des charges anoblissantes le 23 juin 1790 (soit moins de 13 ans).
La noblesse graduelle (héréditaire à la troisième génération) était attachée aux offices du bureau des finances de Poitiers. « Elle n'était, pour ainsi dire, que personnelle pendant les deux premières générations, et, pour qu'elle devint héréditaire, il fallait que le père et l'aïeul eussent exercé leurs fonctions pendant vingt années, ou qu'ils fussent décédés en les exerçant. Cette condition est formellement spécifiée dans le règlement du 24 octobre 1639, dans l'édit du mois d'avril 1694 et dans d'autres déclarations. Mais, dès leur réception, les officiers du bureau des finances avaient droit, comme nous l'avons déjà dit, au titre de noble et d'écuyer ».

## Filiation
Henri Beauchet-Filleau, dans le Dictionnaire historique et généalogique des familles du Poitou (1905), donne la généalogie suivante :
- Pierre Durant, seigneur de La Faye-Banchereau, (fin XVIe siècle), dont :
  - Philippe Durant, seigneur de La Touche, vivant au début du XVIIe siècle, marié à Jeanne Merlet dont :
    - Charles Durant, seigneur de La Pastellière (1654-1736), conseiller du roi, maire perpétuel de Bressuire et colonel des milices bourgeoises de cette ville. Il acquit la seigneurie de La Pastellière à Combrand, (Deux-Sèvres), en octobre 1704. Marié en 1679 à Marguerite Parant, fille de Jacques Parant et de Jeanne Babin. Dont :
      - Charles Durant, seigneur de La Pastellière (1680-1723), avocat en Parlement, maire de Bressuire, lieutenant-colonel des milices de cette ville, subdélégué de l'Intendant du Poitou. Marié en 1711, à Marie-Thérèse Bineau, fille de René Bineau, seigneur de Rosny et de Madeleine Bascher. Dont :
        - Charles-Philippe Durant, seigneur de La Pastellière (1713-1776). Il fut reçu en 1750 avocat du roi au Bureau des finances de la Généralité de Poitiers et décéda le 9 septembre 1776. Marié en 1752 avec Jeanne-Marguerite Pays-Mellier. Dont :
          - Charles Philippe Durant, seigneur de La Pastellière (1756-1813), avocat du roi au Bureau des finances de la Généralité de Poitiers le 2 mars 1777. Marié le 17 juin 1777 à Jeanne Anne Robert de Beauchamp, fille de Louis Robert de Beauchamps et de Marie Anne Dupont. Dont :
            - Charles Mathias Durant de La Pastellière (1779-1814). Il servit dans les armées vendéennes en 1795-99 comme aide de camp du marquis de Grignon de Pouzauges dans l'armée de Stofflet puis de d'Autichamp[9], et encore en 1814. Il fut alors placé dans les Mousquetaires de la garde du roi, avec rang de capitaine d'infanterie, mais il mourut en duel à Paris le 6 août 1814. Il avait épousé le 2 juin 1801 Jeanne Louise Eulalie Aubineau d'Insay, fille de Jean-Louis Aubineau d'Insay, ancien Président Trésorier de France au Bureau des finances de la Généralité de Poitiers et de Marie-Anne Angélique Légier de Puyraveau de la Roche. Dont :
              - Charles Léonce Durant de La Pastellière (1810-1865), marié en 1843 à Caroline Félicité de Brunet de Neuilly, fille de Ange Achille Charles de Brunet comte de Neuilly, colonel de cavalerie et de Joséphine Leblois. Dont :
                - Abel Louis Charles Dieudonné Durant de La Pastellière (1843-1917), marié en 1867 à Mathilde de La Rochefoucauld-Bayers (1848-1885), fille du marquis Gustave de La Rochefoucauld-Bayers et de Héloïse Finance ; en 1892 à Adrienne de Quatresols de Marolles, fille du comte Jules Auguste de Marolles, ancien capitaine de vaisseau. Dont :
                  - Maurice Charles Durant de La Pastellière (1877-1954) (du premier mariage), marié en 1911 à Marguerite-Marie de Granges de Surgères, fille d'Anatole Louis Théodore Marie de Granges de Surgères et de Georgine Moretus-Plantin. Dont :
                    - N. Durant de La Pastellière, marié à N. Dont :
                      - Cyril Durant de La Pastellière, artiste (sculpteur, illustrateur). Connu sous le nom d'artiste Cyril de La Patellière (selon la graphie du XVIIIe siècle). Membre de " l'Association des Descendants de Chouans et Vendéens " (ADCV, 2008) et du " Souvenir vendéen ".

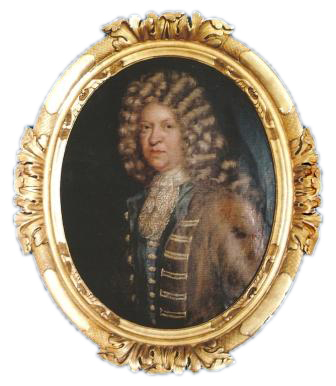
Charles 1er Durant de La Pastellière (1654/1736)
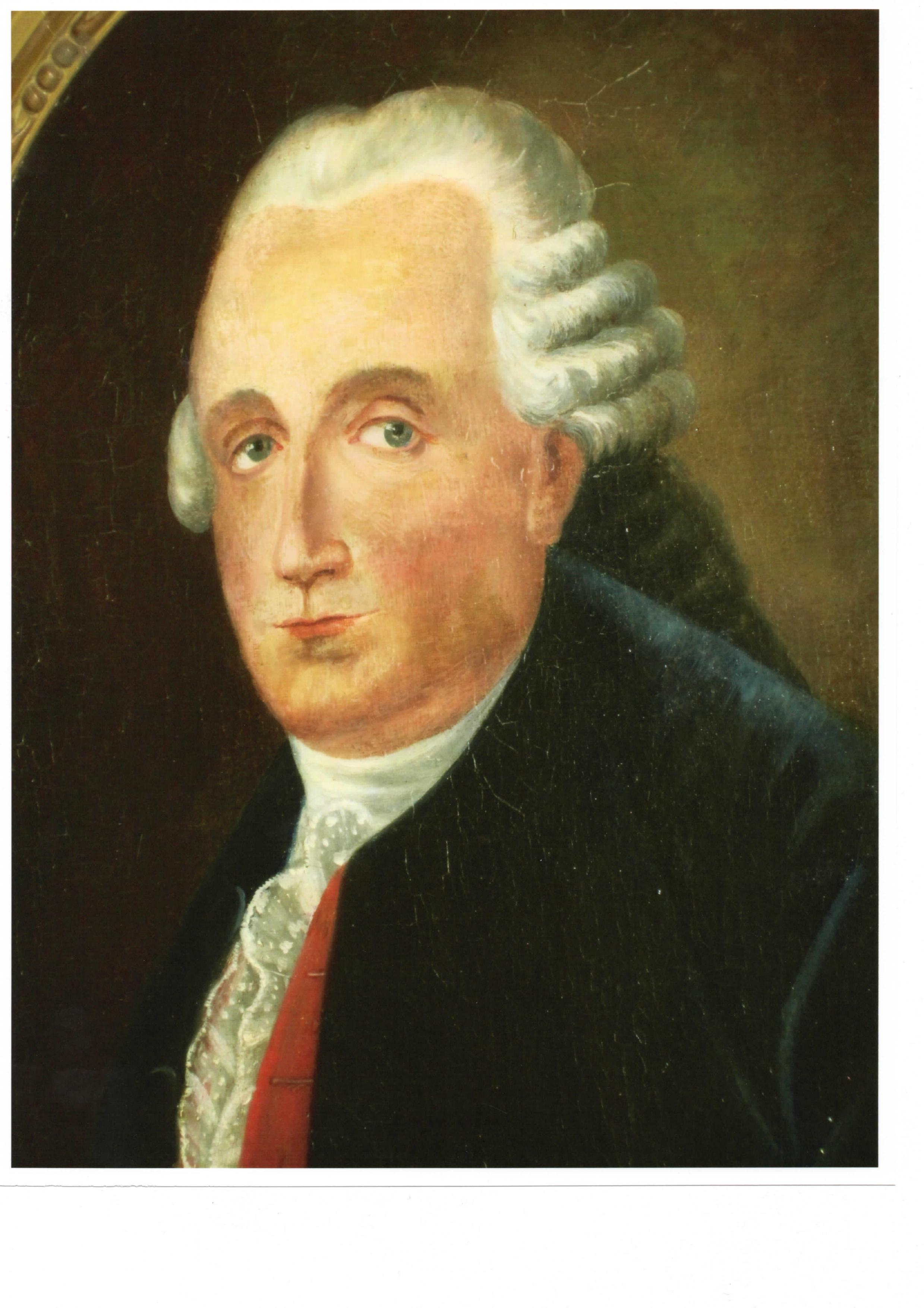
Charles-Philippe II Durant de La Pastellière (1756/1813)
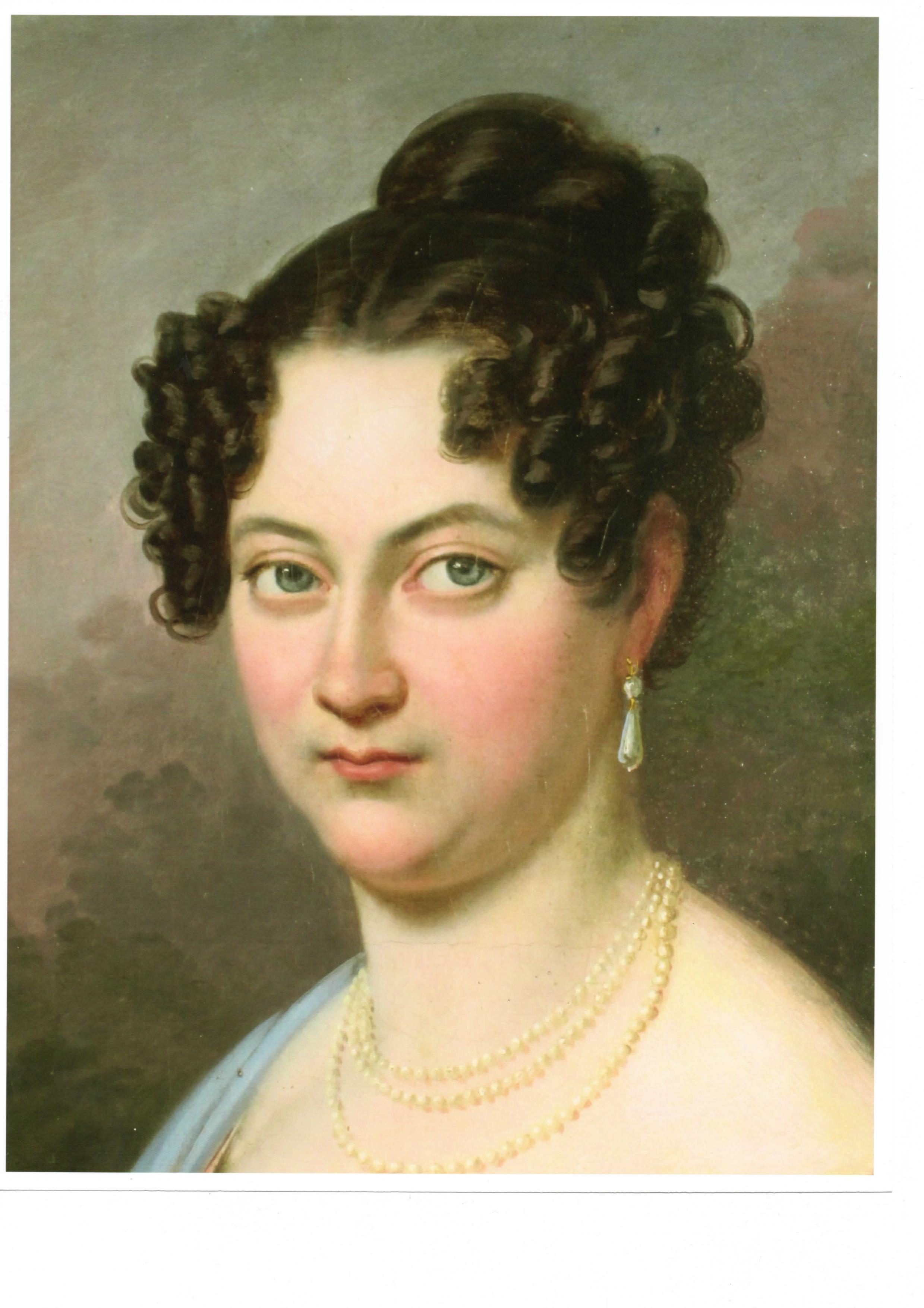
Louise Eulalie Durant de La Pastellière (née Aubineau d'Insay) (1776/1848)
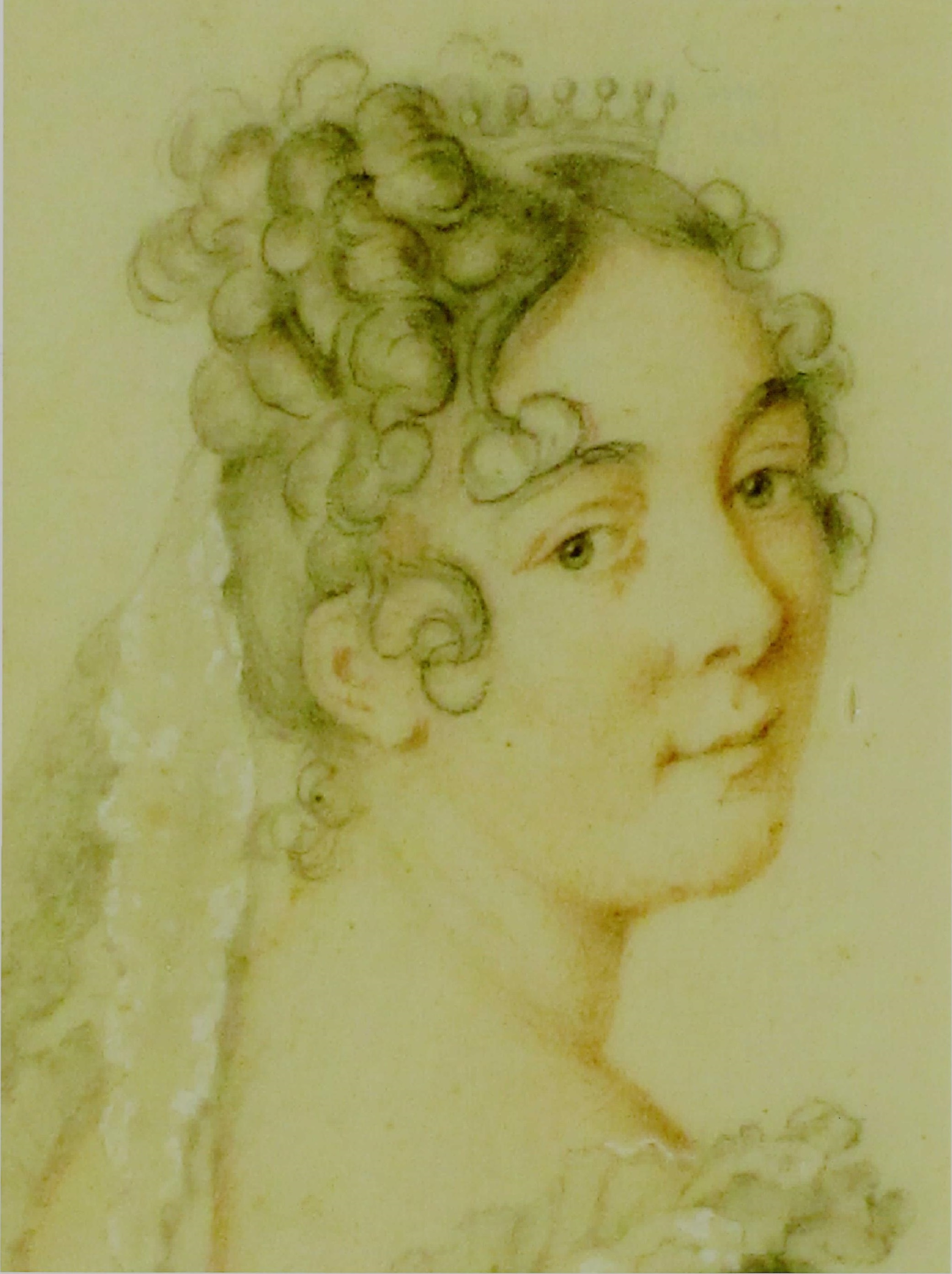
Rosalie de Brunet, comtesse de Neuilly (née de Beauchamp) (1755/1824)
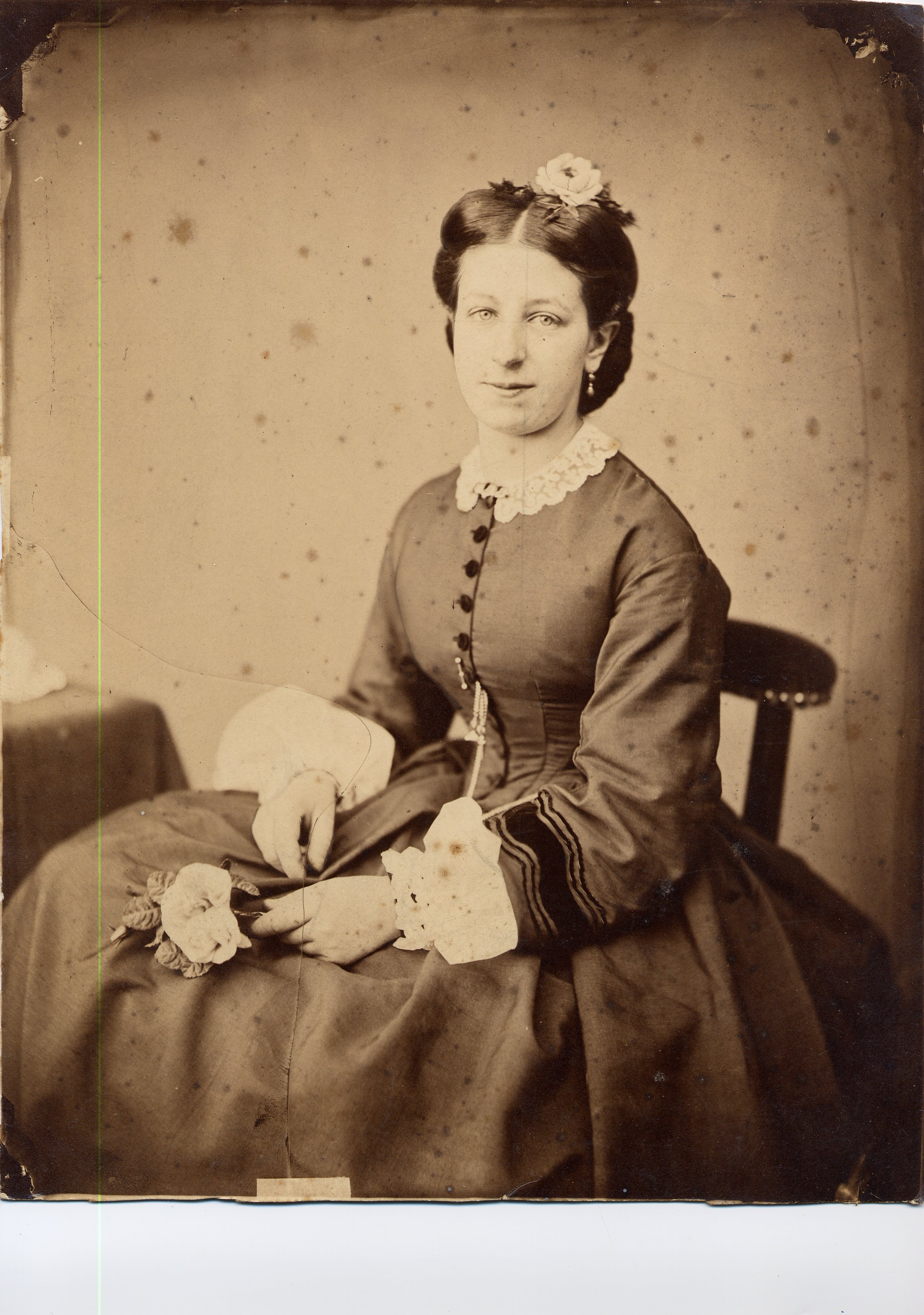
Mathilde Durant de La Pastellière (née La Rochefoucauld-Bayers) (1848/1885)
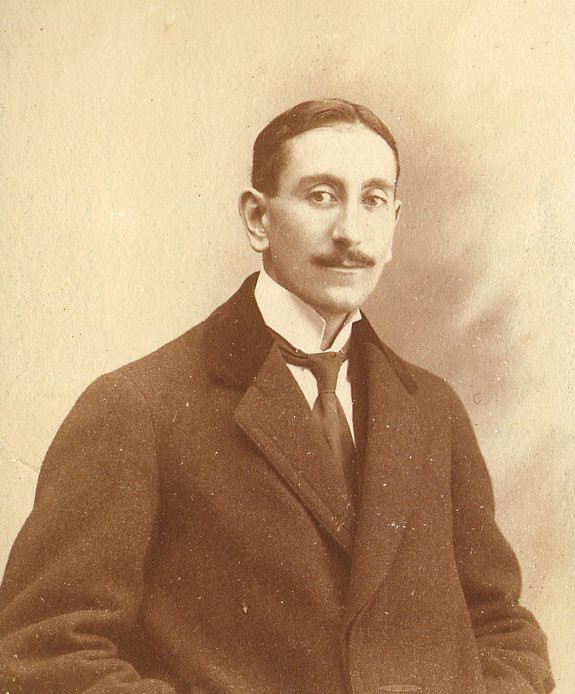
Abel Charles Durant de La Pastellière (1843/1917)
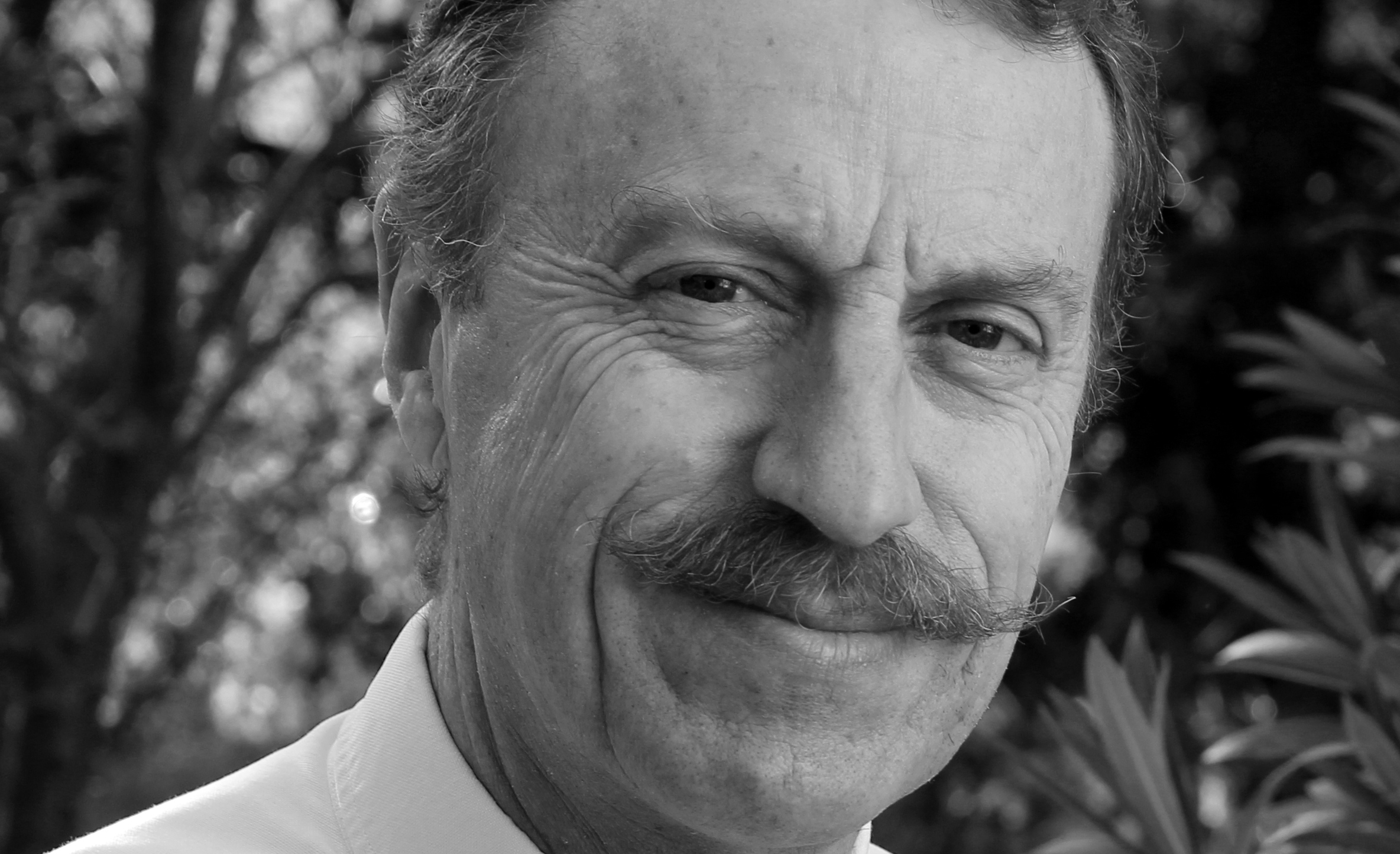
Cyril Durant de La Pastellière (Cyril de La Patellière) (1950/...)

## Possession
Le château de La Pastellière, datant du début du XVIe siècle, situé dans la commune de Combrand (Deux-Sèvres), est acquis en 1704 par Charles Durant, maire perpétuel de Bressuire en 1703. Il est racheté en 1889 par la famille Savary de Beauregard.

## Armes
L'Armorial général de France (1701), volume 27 Généralité de Poitiers, folio 148, numéro 163, donne les armes de « Charles Durant, conseiller et procureur du roi en la ville et communauté de Bressuire » qui sont représentées : D'argent au chevron d'azur, accompagné de trois grenades de gueules, deux en chef et une en pointe.
Henri Beauchet-Filleau et Gustave Chaix d'Est-Ange donnent pour armes à la famille Durant de La Pastellière : D'argent au chevron d'azur, accompagné de trois grenades de gueules, tigées et feuillées de sinople,.

## Alliances
Les principales alliances de la famille Durant de La Pastellière sont : Merlet (XVIIe siècle), Parant (1679), Pays-Mellier (1752 et 1802), Robert de Beauchamp (1777), Aubineau d'Insay (1801), Hugueteau de Gaultret (1826), de Brunet de Neuilly(1843), de Ferré de Péroux (1851), de La Rochefoucauld-Bayers (1867), de Quatresols de Marolles (1893), de L'Espinay (1892 et 1900), de Bastide (1897), de Granges de Surgères (1911), Catta (1938).